# Risveden
Risveden este o arie protejată (arie specială de conservare — SAC, sit de importanță comunitară — SCI, arie de protecție specială avifaunistică — SPA) din Suedia întinsă pe o suprafață de 286,1 ha, integral pe uscat.

## Localizare
Centrul sitului Risveden este situat la coordonatele 57°57′59″N 12°17′21″E / 57.9663°N 12.2892°E.

## Înființare
Situl Risveden a fost declarat arie de protecție specială avifaunistică în decembrie 1996 pentru a proteja 8 specii de animale. Alte tipuri de protecție:
- sit de importanță comunitară (în ianuarie 1997)
- arie specială de conservare (în martie 2011)[1][3][4]

## Biodiversitate
Situată în ecoregiunea boreală, aria protejată conține 5 habitate naturale: Pajiști umede nord-atlantice cu Erica tetralix, Taiga vestică, Mlaștini împădurite, Turbării active, Mlaștini turboase de tranziție și turbării mișcătoare.
La baza desemnării sitului se află mai multe specii protejate de  păsări (8): minunița (Aegolius funereus), caprimulg (Caprimulgus europaeus), ciocănitoare neagră (Dryocopus martius), muscar (Ficedula parva), cufundar mic (Gavia stellata), ciuvică (Glaucidium passerinum), vultur pescar (Pandion haliaetus),  cocoș de munte (Tetrao urogallus).